# Naushonia
Naushonia is een geslacht van kreeftachtigen uit de klasse van de Malacostraca (hogere kreeftachtigen).

## Soorten
- Naushonia augudrea (Juarrero & García, 1997)
- Naushonia carinata Dworschak, Marin & Anker, 2006
- Naushonia crangonoides Kingsley, 1897
- Naushonia draconis Anker, 2014
- Naushonia japonica Komai, 2004
- Naushonia lactoalbida Berggren, 1992
- Naushonia latimana Komai & Anker, 2010
- Naushonia macginitiei (Glassel, 1938)
- Naushonia manningi Alvarez, Villalobos & Iliffe, 2000
- Naushonia palauensis (Alvarez, Villalobos & Iliffe, 2010)
- Naushonia panamensis Martin & Abele, 1982
- Naushonia perrieri (Nobili, 1904)
- Naushonia portoricensis (Rathbun, 1901)
- Naushonia serratipalma Komai & Anker, 2010